# 林有望
林有望（？—？），字思道，號未軒，直隸安慶府桐城縣人，民籍，明朝政治人物。

## 生平
應天府鄉試第二十名舉人。嘉靖三十二年（1553年）中式癸丑科三甲第一百四十一名進士。礼部观政，授福建邵武知县，升刑部主事，调兵部，历职方司、屯田司，升四川按察司佥事，駐泸州。乞休归里后，筑室于县东北洞宾泉偃月岩，吟诗作赋，淡泊以终。著有《吏纲辨疑》4卷。

## 家族
曾祖林昇；祖父林泰；父林松。前母胡氏；方氏。弟有朋、有昆、有萼。